# 祭壇
祭壇（さいだん, ラテン語: altare, 英語: altar）は、神的存在や死者に、犠牲(いけにえ)や供物をささげて礼拝や祭祀の類を営み、それら（つまり神的存在や死者）と人間とがなんらかの交わりをもつ場となる台。

## 概説
祭壇の形状や大きさは、各宗教・宗派によって異なり様々である。
祭壇の形態は多様で、台や板状の自然石を用いた「石壇」、土を盛り上げて作った「土壇」、石を積み上げて作った「石積壇」、地面に獣皮やコモを敷いたものなどがあり、はじめは自然物を使用あるいは加工した形態のものであったが、次第に神殿の建設など複雑な構造を持つものに変化していった。構造の複雑化に伴い、使用する材料も多様化し、大理石や金属などを用いたものや入念な装飾をもつものが現れるようになった。

最も大きなものは中国で天を祭った祭壇（天壇）である。

## ヘブライ語聖書における祭壇

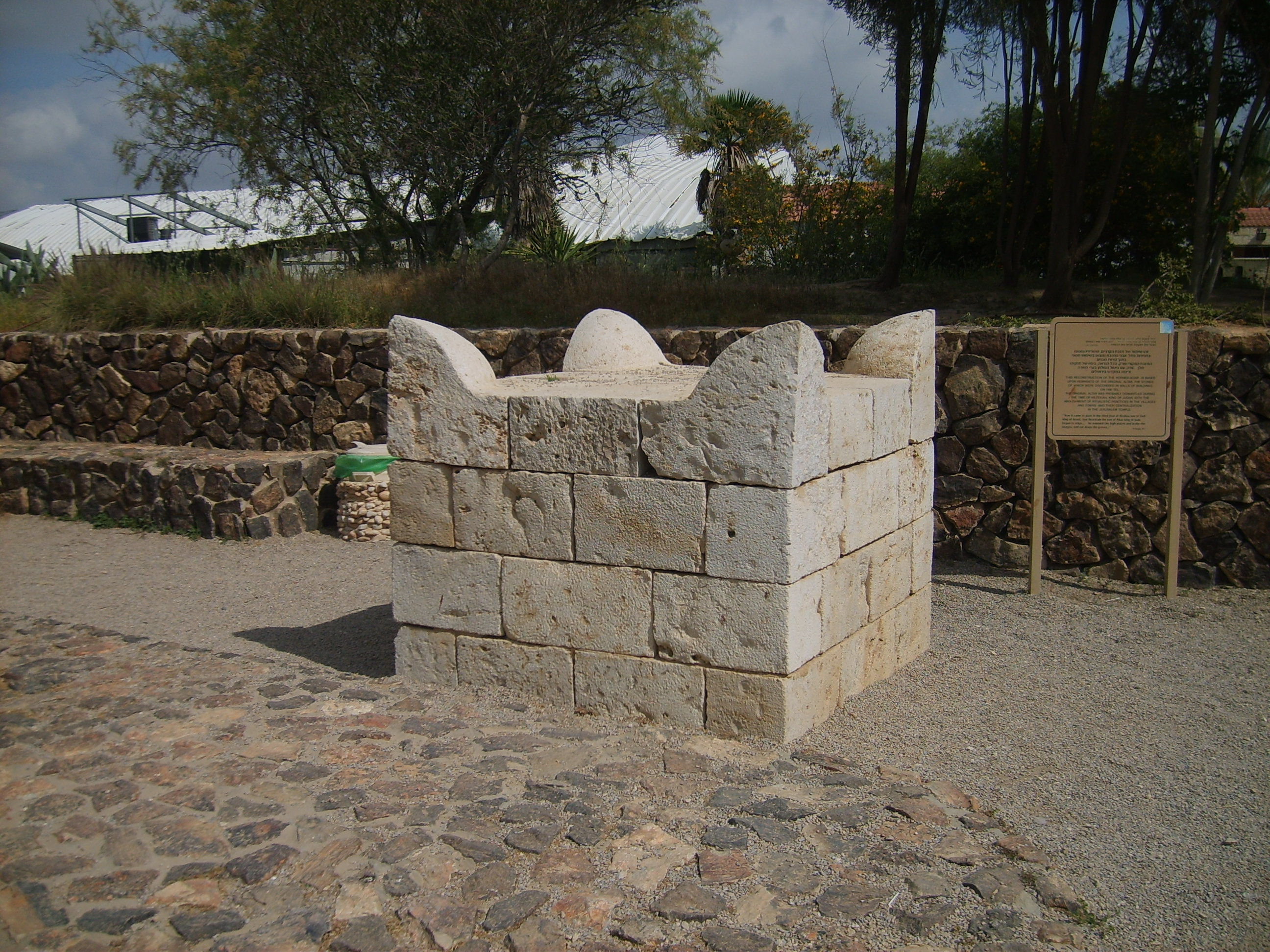
隅に角がある祭壇（ イスラエルの:en:Tel Be'er Shevaにあるもの）

ヘブライ語聖書によると祭壇は土で（『出エジプト記』20:24）あるいは石で（同 20:25）でつくられた。祭壇は一般に目立つ場所につくられた。
ヘブライ語聖書に記録されている最初の祭壇はノアによるものである（『創世記』8:20）。そしてヘブライ語聖書には、祭壇はアブラハムによって（『創世記』12:7、13:4、22:9）、アブラハムの息子イサクによって（『創世記』26:25）、ヤコブによって（『創世記』33:20、35:1-3）、そしてモーセによって（『出エジプト記』17:15）つくられたという記述が残っている。

## キリスト教の祭壇
キリスト教では聖堂内においてミサ聖祭が執り行われる台を一般に祭壇と呼ぶ。キリストの事跡「最後の晩餐」の食卓を象ったものとして古くから存在していた。
材料は石と定められていたが、実際には木や金属も用いられた。6世紀以降は木の使用は禁止された。
近年ではかなり簡素な様式の祭壇も増えている。歴史的な教会でしっかりと装飾をしている場合では、前面に下げるアンテペンディウムがあり、祭壇の前面そのものに装飾が施される場合もある。前面だけでなく側面も金や銀などの浮彫で飾られた絢爛な祭壇も存在する（ミラノのサンタンブロージョ教会の祭壇など）。そのほか、祭壇の上部に置かれるレタブルム（扉式のものも存在し、特別な祝祭日などにのみ開帳されるレタブルムもある）、背後に置かれるレトロアルタレなどがある。
大抵の教会で、普段は祭壇の上にはほとんど何も置いておらず、ミサに使う聖具類（の大部分、聖杯・聖体容器、ぶどう酒入れセット、聖油入れ、香炉など）は、普段は鍵のかけられる箱などに入れて保管されており、ミサを執り行う直前に聖職者が箱などから取り出し、祭壇の上に配置する。
正教会の至聖所にある聖体礼儀が行われる祭壇は宝座と呼ばれる。
- カトリック教会の祭壇の例。フランス北部ブローニュ＝シュル＝メールのfr:Basilique Notre-Dame-de-l'Immaculée-Conception de Boulogne-sur-Merの主祭壇。
- デンマーク・ロスキレ大聖堂の祭壇
- フィンランド、ヨエンスー近くのRantakyläの教会の祭壇
- ブラジルでは比較的古い街であるpt:Angra dos Reisの「街誕生520年祝賀」で行われたミサの祭壇。

## 日本

### 神道の祭壇
神道においては、正月などの祭事に臨時に設置する歳棚などが起源とされ、常設されるようになったのは中世以降のことである。その例として、伊勢神宮の大麻、鎮守の神札を納める神棚などがある。
神像を祭る場合は、神像を中心として屋根で覆ったり、厨子や乗輿を用いたりして祠を作る形態が一般的である。神を祭るために石を巡らしたり、積んだりして祭る場所とした「磐境」、神佑地に常盤木を立て神座とした「神籬」がある。壇は設けない場合があるが、その場合も祭壇と呼称する。
また、故人を祀る場合は神棚とは別に祖霊舎を設ける。
- 神道における地鎮祭の祭壇。地面にコモを敷き、木で棚を組み、周囲の四方に榊を立てて注連縄で結び、紙垂を垂らす。
- 神棚

### 日本の仏教の祭壇
仏教における祭壇の形態には、常設の祭壇として仏像を安置するための須弥壇、家庭内に本尊や先祖の位牌を設置する仏壇、葬祭用の仮設の祭壇、四十九日まで設置される中陰壇、盆に設置される精霊棚（盆棚）などがある。密教における大壇や護摩壇なども広義には祭壇ととることができる。
- 須弥壇の一例。真言宗智山派、龍鋒山巣鴨寺、福寿観音の本堂の須弥壇（写真 奥）
- 家庭用の仏壇の例。NHKのドラマ『ごちそうさん』で再現された大阪の「西門家」の居間の仏壇
- 仏教式の葬式用祭壇の例